# William Withering

William Withering, Ölgemälde von Carl Frederik von Breda aus dem Jahr 1792

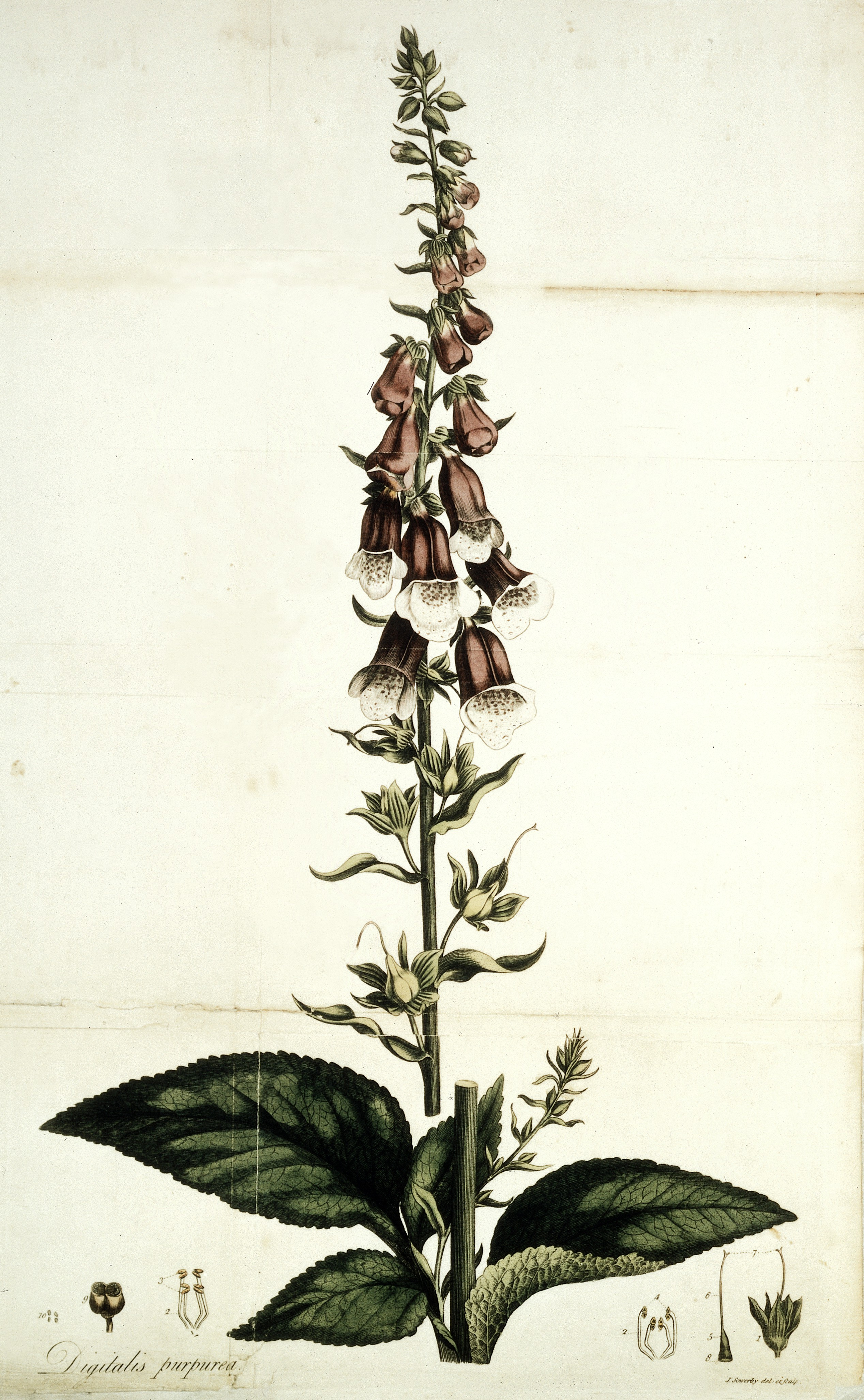
Illustration des Roten Fingerhuts (Digitalis purpurea) in An account of the foxglove (1785)

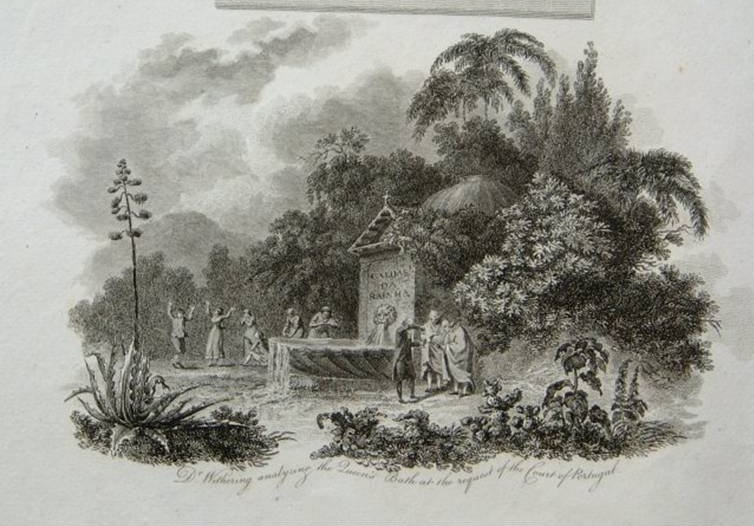
Withering an den Thermalquellen von Caldas da Rainha in Portugal (Ausschnitt, datiert auf den 15. November 1801)

William Withering (* 17. März 1741 in Wellington, Shropshire; † 6. Oktober 1799 in Larches bei Birmingham) war ein englischer Arzt und Botaniker. Er gehörte zu den Mitgliedern der Lunar Society. Sein offizielles botanisches Autorenkürzel lautet „With.“

## Leben und Wirken
William Withering ist das zweite Kind von Edmund Witherings (1713–1769) und dessen Frau Sarah Hector (1708–1789), einer Schwester des Lichfielder Arztes Brooke Hector (1700–1773). 1762 begann er an der Universität Edinburgh zu studieren. Withering hörte Vorlesungen über Anatomie bei Alexander Monro, über Botanik bei John Hope (1725–1786), über Chemie sowie Materia medica bei William Cullen und Joseph Black und über Medizin bei John Rutherford sowie John Gregory. 1766 graduierte er mit der Schrift De angina gangraenosa zum Doktor der Medizin (M.D.). Anschließend arbeitete als Arzt in Stafford. Durch seine Beziehung mit Helena Cookes (1750?–1801) erwachte dort sein Interesse für Botanik. Am 12. September 1772 heiratete er Helena. Mit ihr hatte er drei Kinder: Helena (1775–1776), William (1776–1832) und Charlotte (1778–1825). Nach dem Tod von William Small übernahm er, einer Empfehlung von Erasmus Darwin folgend, gemeinsam mit John Ash (1723–1798) dessen Praxis und zog im Mai 1775 nach Birmingham. Ab 1779 war er am Birmingham General Hospital tätig.
1772 analysiere Withering zwölf Mergelarten aus der Grafschaft Staffordshire chemisch. Er interessierte sich dabei insbesondere für die Nutzbarkeit des darin enthaltenen Kalziumkarbonats in der Landwirtschaft. Er ermittelte den Kalziumgehalt und bestimmte durch Kalzinierung unter anderem den Wasseranteil. Die Ergebnisse wurden von Charles Morton (1716–1799), dem Sekretär der Royal Society, den Mitgliedern am 4. Februar 1773 vorgestellt und später in den Philosophical Transactions veröffentlicht.
Unter dem Titel A botanical arrangement of all the vegetables naturally growing in Great Britain veröffentlichte Withering 1776 eine britische Flora, die auf Carl von Linnés Sexualsystem der Pflanzen beruhte. Bis 1796  folgten, unter verschiedenen Titeln, zwei weitere Auflagen. Von 1801 bis 1830 erschienen vier weitere Auflagen, die von seinem Sohn bearbeitet und herausgegeben wurden. Zwischen 1830 und 1877 erschienen nochmals 14 Auflagen, deren Herausgeber William MacGillivray war.
1783 erschien unter dem Titel Outlines of Mineralogy seine Übersetzung von Torbern Bergmans Sciagraphia regni mineralis (1782). Zuvor hatte er schon dessen De analysi aquarum („Über die Analyse der Wässer“) aus dem Jahr 1778 übersetzt, aber nie veröffentlicht.

## „Digitalis“ und „Wassersucht“
Auf die therapeutische Wirkung von „Digitalis“ bei der „Wassersucht“ (deutsch auch Gewebswassersucht, englisch dropsy) wurde er nach seinem eigenen Zeugnis aufmerksam, als er 1775 um seine Meinung zu einem Hausmittel gefragt wurde, das eine alte kräuterkundige Frau erfolgreich bei dieser Krankheit verwendete. Withering fand heraus, dass als einzige aktive Substanz nur eine in der Rezeptur des nur die als Aufguss zubereiteten Blätter des blühenden Roten Fingerhuts (Digitalis purpurea) in Frage kam. Von 1775 bis 1784 untersuchte Withering an über 160 Patienten mit unterschiedlichen Formen der Wassersucht systematisch die diuretische (harnflusssteigernde) Wirksamkeit der Inhaltsstoffe verschiedener Pflanzenteile des Fingerhuts. Als Erster unterschied er klar zwischen therapeutischen (Diurese) und toxischen (Erbrechen, Durchfall, Sehstörungen) Dosierungen von „Digitalis“. Es fiel ihm auch auf, dass sich das Pflanzengift im Körper der Patienten anreicherte, weil die Wirkung bei Verabreichung über einen längeren Zeitraum hinweg zunahm. Den Zusammenhang zwischen der diuretischen Wirkung von „Digitalis“ und seiner Wirkung auf die Herzfunktion hat Withering allerdings noch nicht erkannt. Er lokalisierte die Hauptwirkung in der Niere, auch wenn ihm Effekte von „Digitalis“ auf die Herzfrequenz bekannt waren. Die spätere Forschung hat viele von Witherings Schlussfolgerungen bestätigt.
Die Ergebnisse seiner Studien veröffentlichte Withering 1785 in seiner Schrift An account of the foxglove, and some of its medical uses. Über die Priorität seiner Erkenntnis kam es zum Streit mit Erasmus Darwin. Dieser verwies auf die von ihm ins Englische übersetzte und 1780 veröffentlichte Dissertation seines Sohnes Charles (1758–1778), der er neun Fallberichte über die therapeutischen Wirkung von „Digitalis“ hinzugefügt hatte.

## Ehrungen
Am 24. November 1785 wurde Withering als Mitglied („Fellow“) in die Royal Society gewählt. Mitglied der Linnean Society of London wurde er 1791. Aufgrund seiner Analyse der warmen Heilquellen von Caldas da Rainha, die er während seines Aufenthaltes in Portugal 1793/1794 vornahm und 1795 zweisprachig veröffentlichte, wurde Withering in die portugiesische Academia das Ciências de Lisboa aufgenommen.
Die Pflanzengattung Witheringia L’Hér. aus der Familie der Nachtschattengewächse (Solanaceae) wurde 1788 durch Charles Louis L’Héritier de Brutelle nach ihm benannt. Abraham Gottlob Werner benannte das von Withering entdeckte Bariumcarbonatmineral Witherit 1790 nach ihm.

## Schriften (Auswahl)

### Bücher
- De angina gangraenosa. Auld et Smellie, Edinburgh 1766 (Digitalisat) – Dissertation.
- A botanical arrangement of all the vegetables naturally growing in Great Britain. 2 Bände, Birmingham 1776 (Band 1, Band 2).
  - 2. Auflage: A botanical arrangement of British plants. 3 Bände, Edinburgh 1787–1792 (Digitalisat).
  - 3. Auflage: An arrangement of British plants; according to the latest improvements of the Linnaean system. 4 Bände, London 1796 (Digitalisat).
  - 4. Auflage: A systematic arrangement of British plants. 4 Bände, London 1801 (Digitalisat) – postum.
- An account of the scarlet fever and sore throat, or scarlatina anginosa; particularly as it appeared at Birmingham in the year 1778. London 1779 (Digitalisat).
  - 2. Auflage. London 1793 (Digitalisat).
- Outlines of Mineralogy, translated from the Original of Sir Torbern Bergman; with Notes by the Editor. Birmingham / London / Edinburgh 1783 (Digitalisat) – als Übersetzer.
- An account of the foxglove, and some of its medical uses: with practical remarks on dropsy, and other diseases. Birmingham 1785 (Digitalisat).
  - Wilhelm Witherings Abhandlung vom roten Fingerhut und dessen Anwendung in der praktischen Heilkunde vorzüglich bei der Wassersucht und einigen anderen Krankheiten. J. G. Müller, Leipzig 1786 (Digitalisat) – übersetzt von Christian Friedrich Michaelis.
  - Bericht über den Fingerhut und seine medizinische Anwendung, mit praktischen Bemerkungen über Wassersucht und andere Krankheiten. C. F. Boehringer & Soehne, Mannheim 1929.
- Analyse chimica da agoa das Caldas da Rainha / A chemical analysis of the water at Caldas da Rainha. Lissabon 1795 (Digitalisat).

- The miscellaneous tracts of the late William Withering. 2 Bände, London 1822 (Band 1, Band 2) – postum herausgegeben von seinem Sohn William Withering (1776–1832).

### Zeitschriftenbeiträge
- Experiments upon the different kinds of marle found in Staffordshire. In: Philosophical Transactions. Band 63, 1773, S. 161 (doi:10.1098/rstl.1773.0019).
- An analysis of two mineral substances, viz. the Rowley-rag-stone and the Toad-stone. In: Philosophical Transactions. Band 72, 1782, S. 327–336 (doi:10.1098/rstl.1782.0022).
- Experiments and observations on the Terra Ponderosa. In: Philosophical Transactions. Band 74, 1784, S. 293–311 (doi:10.1098/rstl.1784.0024).
- [A Letter to Joseph Priestley, LL.D. on the principle of acidity, the decomposition of water and phlogiston.] In: Philosophical Transactions. Band 78, 1788, S. 319–323 (doi:10.1098/rstl.1788.0021).
- An account of some extraordinary effects of lightning.  In: Philosophical Transactions. Band 80, 1790, S. 293–295 (doi:10.1098/rstl.1790.0019).
- A new method for preserving fungi, &c. In: Transactions of The Linnean Society of London. Band 2, 1794, S. 263–266 (Digitalisat).
- [An account of a convenient method of inhaling the vapour of volatile substances.] In: Annals of Medicine, for the year 1796. Band 1, 1796, S. 392–395 (Digitalisat).

### Andere
- [A Letter on the Arsenical Solution.] In: Thomas Fowler: Medical Reports on the Effects of Arsenic in the Cure of Agues, Remitting Fevers, and Periodic Headaches. J. Johnson, London 1786, S. 123–127 (Digitalisat).